# 克利爾克里克鎮區 (阿肯色州德魯縣)
克利爾克里克鎮區（英語：Clear Creek Township）是位於美國阿肯色州德魯縣的一個行政鎮區。

## 地方資料
克利爾克里克鎮區的面積為152.25平方千米，當中陸地面積為152.15平方千米，而水域面積為0.10平方千米。根據2010年美國人口普查的數據，當地共有人口551人，而人口密度為每平方千米3.62人。